# 佐々部清
佐々部 清（ささべ きよし、1958年1月8日 - 2020年3月31日）は、日本の映画監督。山口県下関市出身。

## 経歴
山口県立豊浦高等学校、明治大学文学部演劇科を経て横浜放送映画専門学院（現・日本映画大学）卒業。1983年より映画およびテレビドラマの助監督となり、主に和泉聖治、降旗康男などの監督に師事した。映画現場デビューは、戸塚ヨットスクールを描いた青春ドラマ『スパルタの海』（1983年）だったが、公開前にスクール生の死亡事故が発生し、校長の戸塚宏が逮捕される事態となったため、お蔵入りとなってしまった。
2002年に『陽はまた昇る』で監督デビュー。以降、2003年『チルソクの夏』、2004年『半落ち』、2006年『カーテンコール』、2007年『夕凪の街 桜の国』、2011年『ツレがうつになりまして。』などを監督。『チルソクの夏』『四日間の奇蹟』『カーテンコール』は下関三部作と呼ばれている。吉田拓郎の大ファンでもあり、2008年には全編吉田の音楽しか流れない映画『結婚しようよ』を作った。
2020年3月31日朝、次回作の制作準備のために宿泊中の山口県下関市内のホテルで倒れているのが見つかり、その後死亡が確認された。死因は心疾患だった。62歳没。2021年5月公開の『大綱引の恋』が遺作となった。

## 映画
- 『陽はまた昇る』監督・共同脚本（2002年6月12日公開：日刊スポーツ映画大賞石原裕次郎賞、日本アカデミー賞優秀作品賞）
- 『チルソクの夏』監督/脚本（2003年5月24日下関先行、2004年4月17日公開：日本映画監督協会新人賞、新藤兼人賞金賞）
- 『半落ち』監督/共同脚本（2004年1月10日公開：日本アカデミー賞 最優秀作品賞、優秀監督賞、優秀脚本賞、日刊スポーツ映画大賞石原裕次郎賞 日本映画復興奨励賞）
- 『四日間の奇蹟』監督/共同脚本（2005年6月4日公開）
- 『カーテンコール』監督・脚本（2005年11月12日公開：日本映画批評家大賞作品賞）
- 『出口のない海』（2006年9月16日公開）
- 『夕凪の街 桜の国』監督・共同脚本（2007年7月28日公開：日本映画批評家大賞作品賞）
- 『結婚しようよ』監督・共同脚本（2008年2月2日公開）
- 『三本木農業高校、馬術部』監督・共同脚本（2008年10月4日公開）
- 『日輪の遺産』（2011年8月27日公開）
- 『ツレがうつになりまして。』（2011年10月8日公開：中国金鶏百花映画祭最優秀作品賞）
- 『六月燈の三姉妹』（2013年11月9日鹿児島先行　2014年5月31日公開）
- 『東京難民』（2014年2月22日公開）
- 『群青色の、とおり道』監督・共同脚本（2015年3月28日群馬先行、2015年7月11日全国公開）
- 『種まく旅人 夢のつぎ木』（2016年10月22日岡山先行公開）
- 『八重子のハミング』監督・脚本・プロデューサー（2016年10月29日山口先行公開、2017年5月6日全国公開）
- 『ゾウを撫でる』（2017年1月公開）
- 『この道』（2019年1月公開）
- 『大綱引の恋』（2020年10月30日鹿児島先行公開、2021年5月以降全国公開）

## テレビドラマ
- ドラマW『心の砕ける音〜運命の女〜』（2005年 WOWOW）
- テレビ朝日開局50周年記念ドラマ『告知せず』（2008年、テレビ朝日）
- 月曜ゴールデン『看取りの医者 バイク母さんの往診日誌』（2011年 TBS）
- 松本清張没後20年特別企画 ドラマスペシャル『波の塔』（2012年 テレビ朝日）
- 連続ドラマ D×TOWN 『痕跡や』（2012年 テレビ東京）
- 連続ドラマW『本日は、お日柄もよく』（2017年 WOWOW）
- 2018春の開局記念ドラマ『ミッドナイト・ジャーナル 消えた誘拐犯を追え!七年目の真実』（2018年 テレビ東京）
- 読売テレビ開局60年スペシャルドラマ『約束のステージ 〜時を駆けるふたりの歌〜』（2019年 読売テレビ） （ATP賞ドラマ部門  奨励賞）

## 舞台
- 『黒部の太陽』（2008年10月5日 - 26日、梅田芸術劇場） - 脚本・演出

### 主な助監督参加作品
- 『スパルタの海』（1983年）
- 『コミック雑誌なんていらない！』（1985年）
- 『黒いドレスの女』（1986年）
- 『優駿 ORACION』（1987年）
- 『Aサインデイズ』（1989年）
- 『さらば愛しのやくざ』（1990年）
- 『フィレンツェの風に抱かれて』（1991年）
- 『C・ジャック』（1992年）
- 『その木戸を通って』（1993年）
- 『北の国から'95秘密』（1995年、CX）
- 『お日柄もよくご愁傷さま』（1996年）
- 『ユキエ』（1998年）
- 『北の国から'98時代』（1998年、CX）
- 『鉄道員（ぽっぽや）』（1999年）
- 『あ・うん』（2000年、TBS）
- 『すずらん 少女萌の物語』（2000年）
- 『ホタル』（2001年）

## 関連文献
- 【僕も難民なんです】Vol.70『東京難民』高橋優、佐々部清監督編 - YouTube